# Белла чао
«Белла чао» (італ. Bella ciao — Бувай, красуне) — італійська народна пісня. Вважають, що цю пісню співали учасники італійського Руху Опору за часів Другої світової війни, але насправді партизанські загони її не використовували. Національна асоціація партизанів Італії офіційно визнала, що «Белла чао» стала гімном лише у 60-х роках.

## Історія створення і повоєнна популярність
Автор блогу в газеті Корр'єре делла Сера Луїджі Морроне вважає, що оскільки нема письмових джерел, то дані з усних переказів є малоймовірними. Після появи пісні її поширення було обмежене історичним регіоном Емілія. Колишні італійські партизани вихідці з Емілії співали Белла чао, їдучи на Перший Всесвітній фестиваль молоді і студентів в Празі 1947 року, пісня стала дуже популярною на фестивалі.
Вперше Белла чао опублікував Альберто Маріо Чирезе, італійський антрополог, збирач народних пісень, засновник і головний редактор журналу La Lapa у вказаному журналі 1953 року. 1955 року пісня включена до колекції Партизанські та демократичні пісні молодіжною комісією Італійської соціалістичної партії. Згодом 25 квітня 1957 року газета l'Unità включила Белла чао в короткий список партизанських пісень, в тому ж році тижневик Національної асоціації італійських партизанів
Patria Indipendente (Незалежна Батьківщина) включив пісню в брошуру Canti della Libertà (Пісні Свободи), яка поширювалася на першому національному з'їзді партизан в Римі.

## Мелодія
Музичний розмір пісні — чотири чверті (4/4).

### Версія партизанської пісні
| Текст італійською мовою | Переклад українською мовою (з незначною зміною оформлення передостаннього куплету) |
| --- | --- |
| Una mattina mi son svegliato, o bella ciao, bella ciao, bella ciao ciao ciao! Una mattina mi son svegliato e ho trovato l'invasor. O partigiano portami via, o bella ciao, bella ciao, bella ciao ciao ciao o partigiano portami via che mi sento di morir. E se io muoio da partigiano, o bella ciao, bella ciao, bella ciao ciao ciao, e se io muoio da partigiano tu mi devi seppellir. Seppellire lassù in montagna, o bella ciao, bella ciao, bella ciao ciao ciao, seppellire lassù in montagna sotto l'ombra di un bel fior. E le genti che passeranno, o bella ciao, bella ciao, bella ciao ciao ciao, e le genti che passeranno mi diranno «che bel fior.» Questo è il fiore del partigiano, o bella ciao, bella ciao, bella ciao ciao ciao, questo è il fiore del partigiano morto per la libertà | Прокинувсь ранком: навколо ворог! — Бувай, красуне, бувай та не забувай! — Побачив ясно: загарбник всюди. Зачуло серце смерть мою. І од порога я рушив в гори. — Бувай, красуне, бувай та не забувай! — О, партизани, візьміть з собою: Зустріну смерть я у бою! Якщо загину межи вас браття, — Бувай, красуне, бувай та не забувай! — Якщо загину я партизаном, То сповніть ви мій заповіт: В високих горах мене сховайте, — Бувай, красуне, бувай та не забувай! — Мене сховайте ген там у горах, Де квітка ясна майорить. Повз неї люди ітимуть зрідка, — Бувай, красуне, бувай та не забувай! — «Яка ж хороша ся ясна квітка!» — вони промовлять оддалік, — Се партизана ясная квітка, — Бувай, красуне, бувай та не забувай! — Се партизана тойого квітка, Що за свободу тут поліг! |

## Наш час
- Мотив пісні є речівкою[en] ультрас «Салернітани».
- У 1993 році на мотив "Белла, чао" гурт «Рутенія» написав пісню "Марш УНСО" (автор слів і музики Кость Єрофєєв).
- У 2022 році, з початком повномасштабної російсько-української війни, співачка Христина Соловій переспівала пісню українською. Твір отримав назву "Українська лють".
- У 2022 році Альфонсо Олівер та Лідія Ігнатенко записали італійсько-українську версію пісні[8]